# Landresse
Landresse ist eine französische Gemeinde mit 238 Einwohnern (Stand: 1. Januar 2022) im Département Doubs in der Region Bourgogne-Franche-Comté.

## Geographie
Landresse liegt auf 570 m über dem Meeresspiegel, 13 Kilometer südöstlich von Baume-les-Dames und etwa 34 Kilometer östlich der Stadt Besançon (Luftlinie). Das Dorf erstreckt sich im Jura, in einer Mulde, südlich der Hochfläche von Chasalan. Das Gemeindegebiet gehört zum Regionalen Naturpark Doubs-Horloger.
Die Fläche des 14,43 km² großen Gemeindegebiets umfasst einen Abschnitt des französischen Juras. Der zentrale Teil des Gebietes wird von der Mulde von Landresse eingenommen, einer rund 1 Kilometer breiten Senke, die sich gegen Westen zum Becken von Orsans öffnet. Flankiert wird diese Mulde im Norden von der Hochfläche von Chasalan (bis 660 m), im Süden vom Plateau von Villers. Gegen Osten steigt das Gelände allmählich an und gipfelt im Höhenrücken südlich des Bois du Fahy. Hier wird mit 856 m die höchste Erhebung von Landresse erreicht. Mit einem schmalen Zipfel erstreckt sich das Gemeindeareal nach Südosten auf das Hochplateau von Pierrefontaine (durchschnittlich 700 m) und umfasst ein kleines Moorgebiet.
Nachbargemeinden von Landresse sind Lanans und Ouvans im Norden, Sancey mit der Commune déléguée Sancey-le-Grand und Laviron im Osten, Germéfontaine, Villers-la-Combe und Vellerot-lès-Vercel im Süden sowie Courtetain-et-Salans im Westen.

## Geschichte
Im Mittelalter gehörte Landresse zur Herrschaft Passavant, die seit dem 14. Jahrhundert im Besitz der Herren von Montbéliard war. Zusammen mit der Franche-Comté gelangte das Dorf mit dem Frieden von Nimwegen 1678 an Frankreich. Seit 1998 ist Landresse Mitglied des 44 Ortschaften umfassenden Gemeindeverbandes Communauté de communes du Pays de Pierrefontaine-Vercel.
Am 1. Januar 2009 erfolgte eine Änderung der Arrondissementszugehörigkeit der Gemeinde. Bislang zum Arrondissement Besançon gehörend, kamen alle Gemeinden des Kantons zum Arrondissement Pontarlier.

## Sehenswürdigkeiten

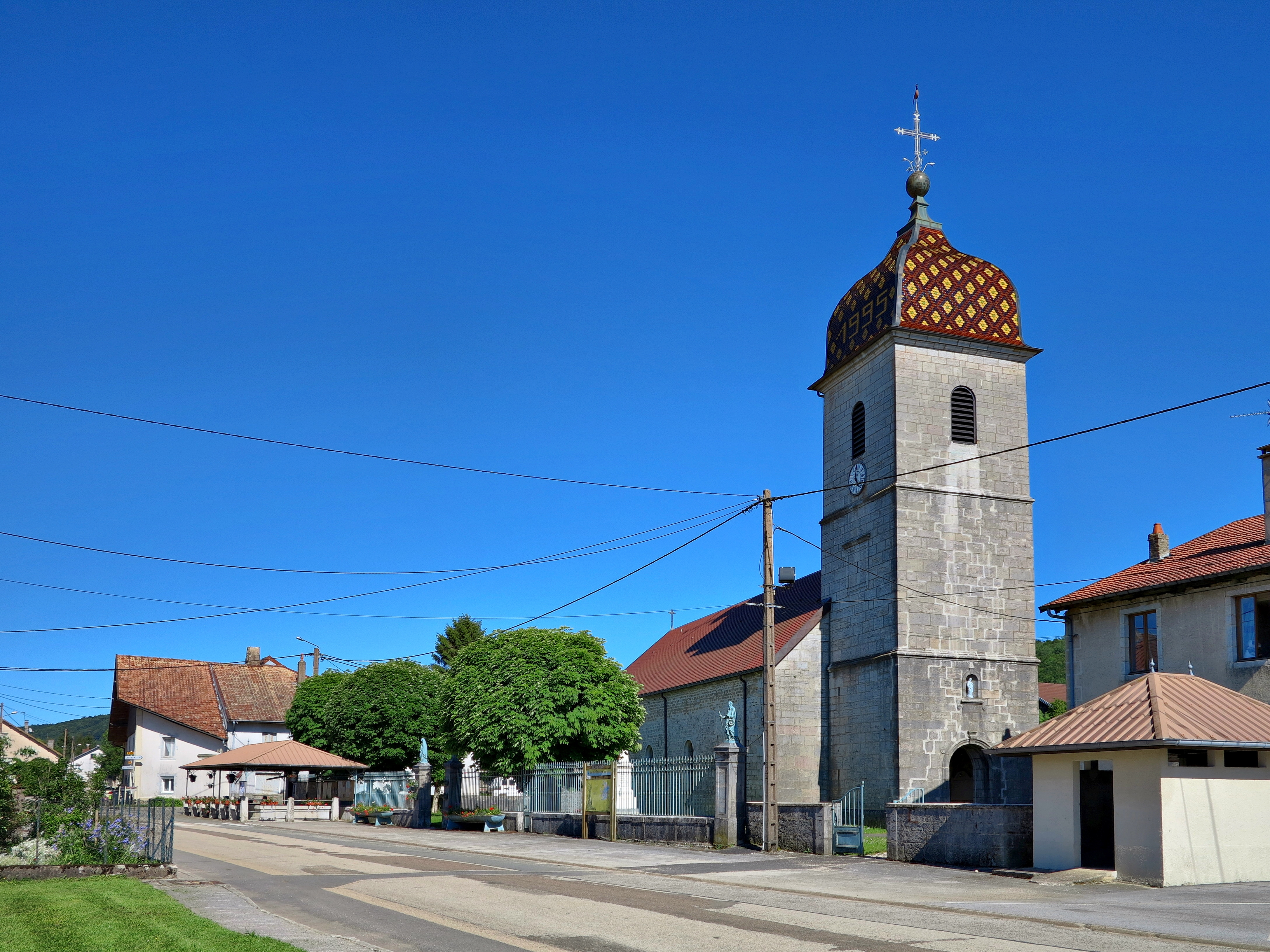
Kirche Saint-Pierre

Die Dorfkirche Saint-Pierre in Landresse wurde zu Beginn des 17. Jahrhunderts errichtet. Eine Kapelle aus dem 16. Jahrhundert diente als Grablege der Herren von Leugney. Von 1867 stammt das Gemeindehaus, das auch eine Schule beherbergt.

## Bevölkerung
| Jahr                       | 1962 | 1968 | 1975 | 1982 | 1990 | 1999 | 2006 | 2016 |
| Einwohner                  | 228  | 216  | 164  | 143  | 144  | 148  | 187  | 233  |
| Quellen: Cassini und INSEE |      |      |      |      |      |      |      |      |

Mit 238 Einwohnern (1. Januar 2022) gehört Landresse zu den kleinen Gemeinden des Départements Doubs. Nachdem die Einwohnerzahl in der ersten Hälfte des 20. Jahrhunderts markant abgenommen hatte (1896 wurden noch 396 Personen gezählt), wurde seit Beginn der 1980er Jahre wieder ein leichtes Bevölkerungswachstum verzeichnet.

## Wirtschaft und Infrastruktur
Landresse war bis weit ins 20. Jahrhundert hinein ein vorwiegend durch die Landwirtschaft (Ackerbau, Obstbau und Viehzucht) geprägtes Dorf. Daneben gibt es heute einige Betriebe des lokalen Kleingewerbes. Viele Erwerbstätige sind auch Wegpendler, die in den umliegenden größeren Ortschaften ihrer Arbeit nachgehen.
Die Ortschaft liegt abseits der größeren Durchgangsstraßen an einer Departementsstraße, die von Vercel-Villedieu-le-Camp nach Vellevans führt. Weitere Straßenverbindungen bestehen mit Orsans und Pierrefontaine-les-Varans.